# وال‌ویک
وال‌ویک (به هلندی: Waalwijk) یک شهرستان در هلند است که در برابانت شمالی واقع شده‌است. وال‌ویک ۲ متر بالاتر از سطح دریا واقع شده‌است.

## خواهرخوانده
شهرهای اونا و خوینیتسه خواهرخوانده‌های وال‌ویک هستند.

## نگارخانه

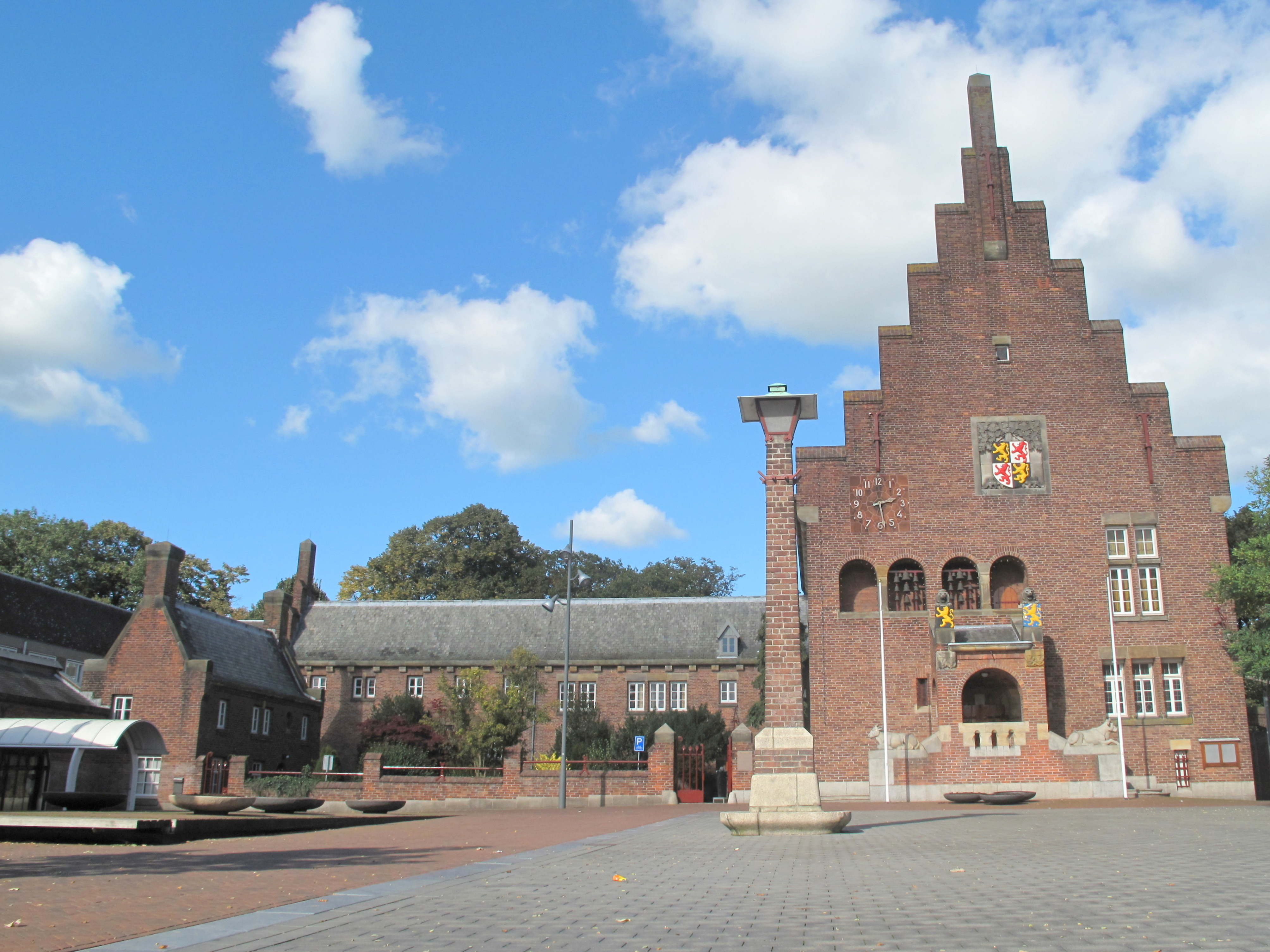
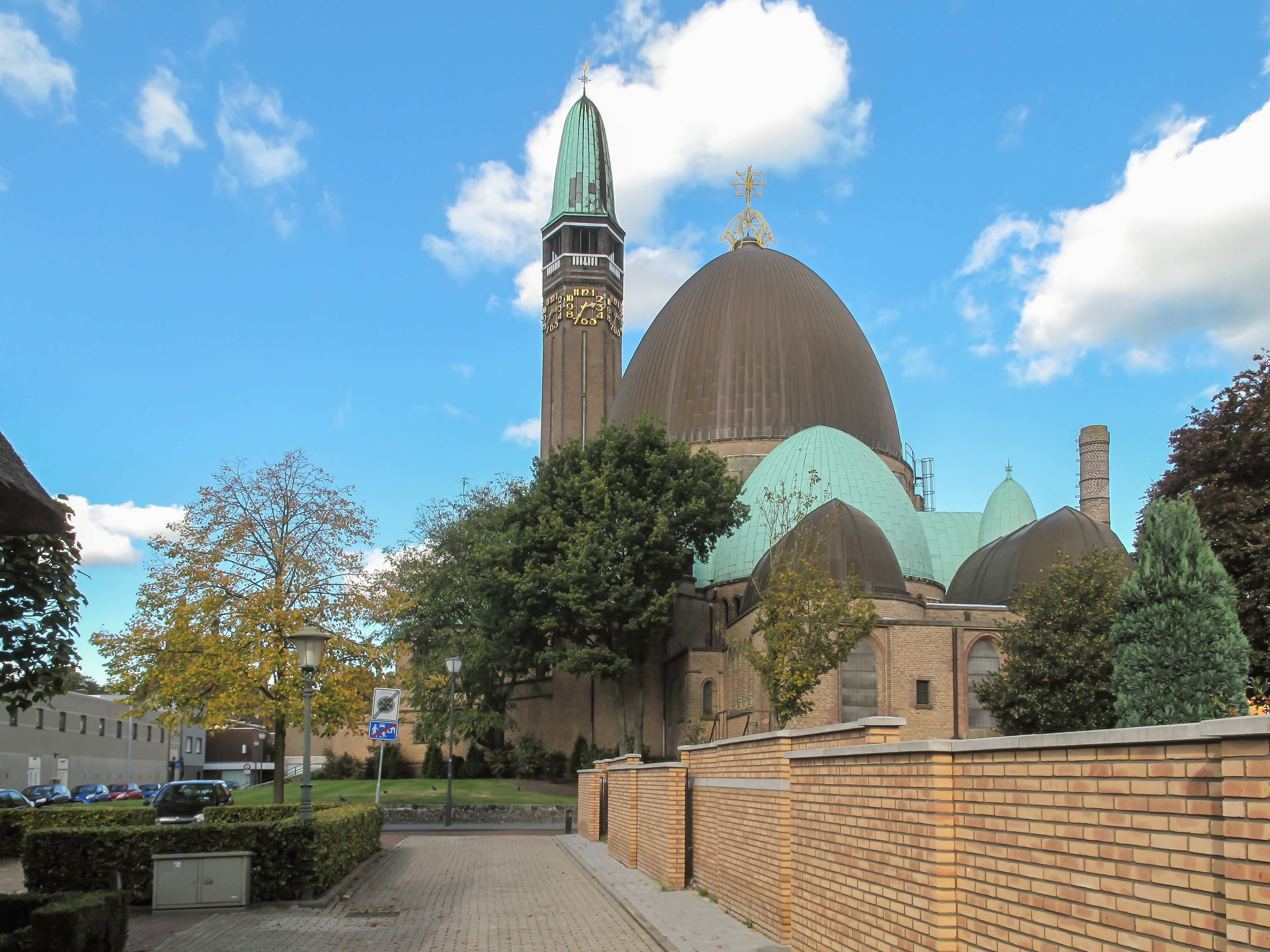
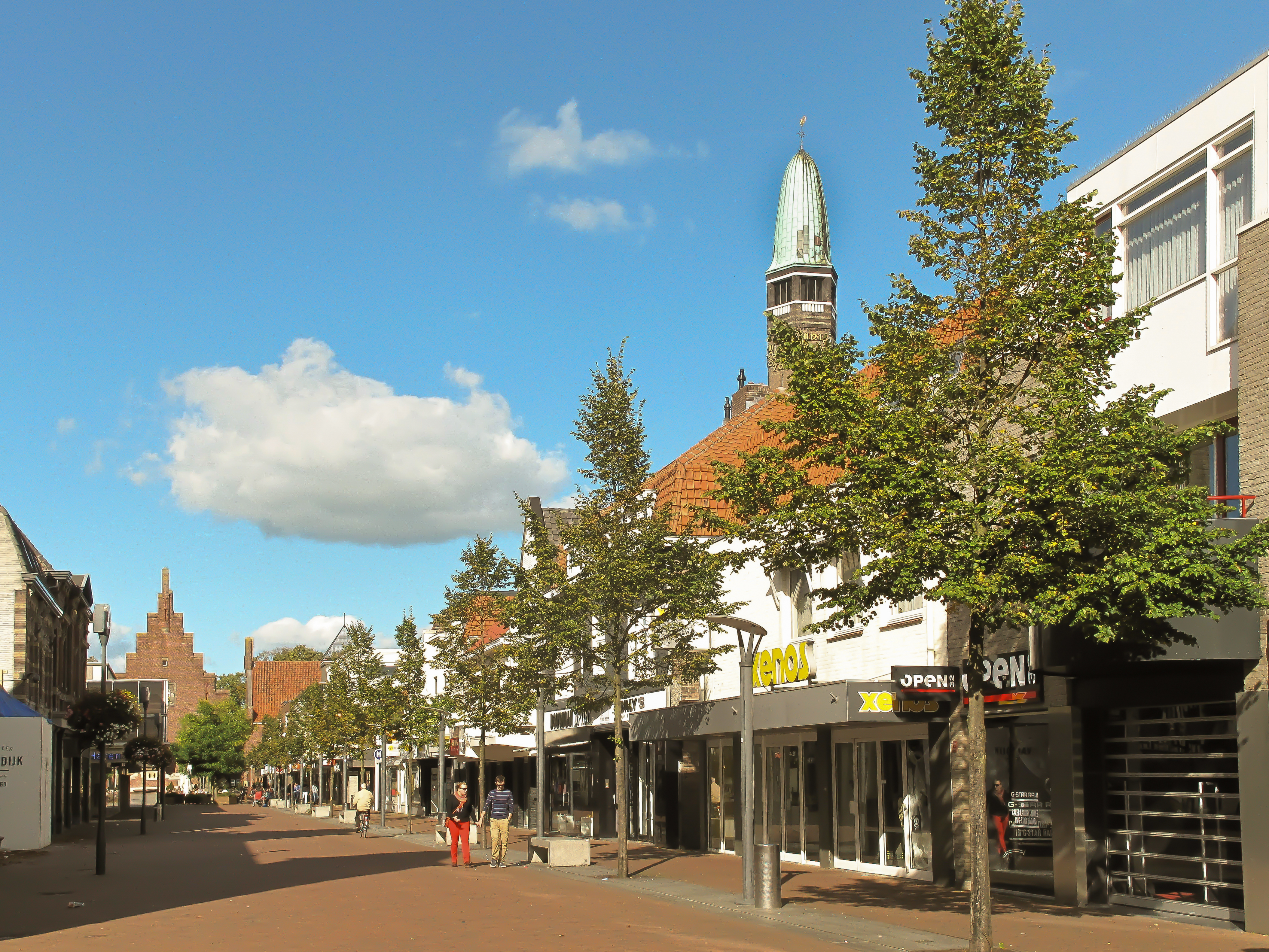
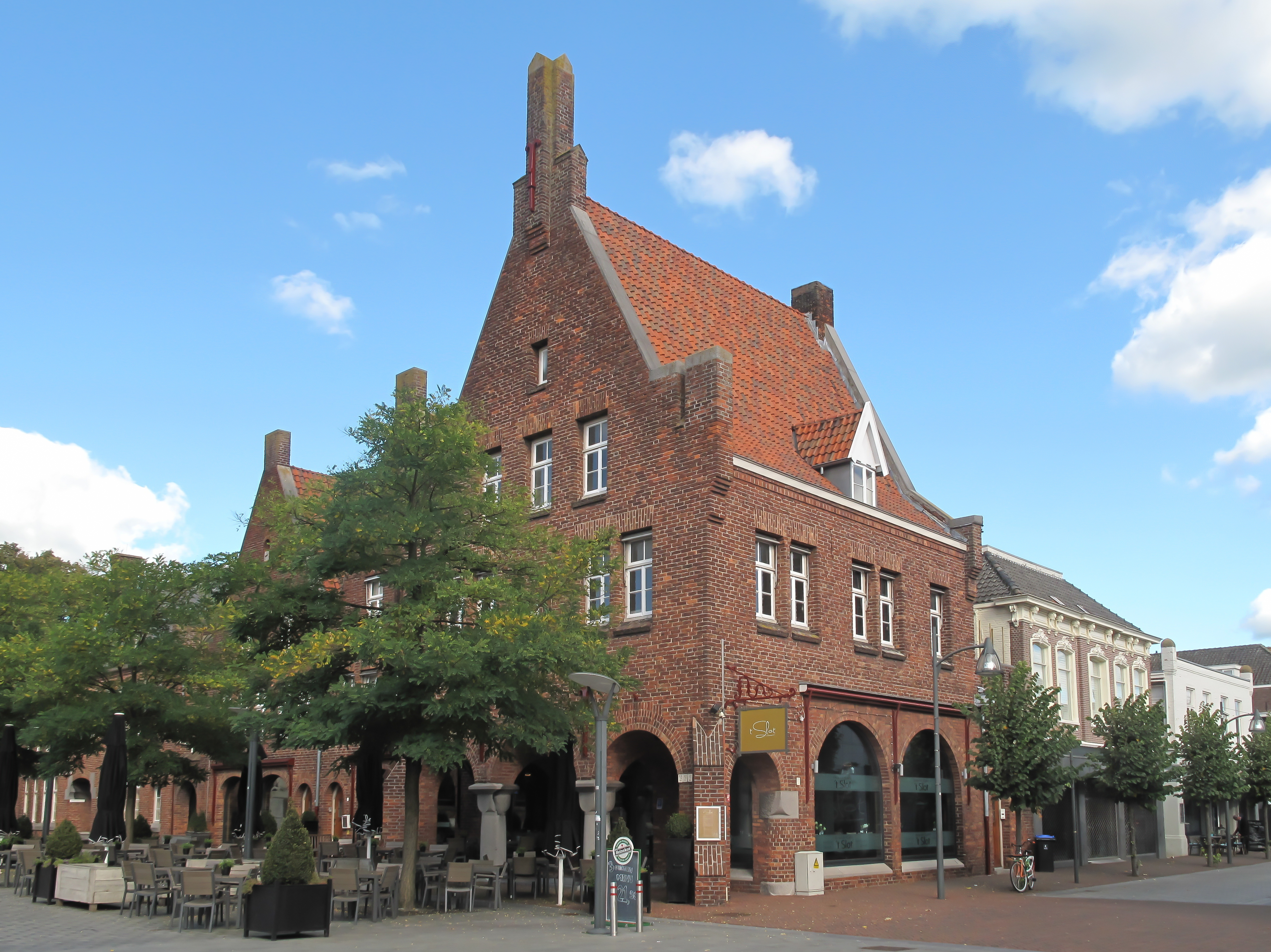